# 黃正安
黃正安，中華民國（台灣）律師、政治人物，臺南人。曾以無黨籍在台灣省第四選區（雲嘉南南）當選為第一屆第三、第四次增額立法委員。

## 家族
- 其兄黃正雄，曾任國民黨彰化縣黨部主委、高雄市建設局長。